# Sharon de Miranda
Sharon de Miranda (Purmerend, 28 september 1985) is een chef-kok en kookboekenauteur van Nederlandse, Surinaamse en Indische afkomst. Ze werd bekend als chef-kok voor het KRO-NCRV-programma BinnensteBuiten.

## Levensloop
De Miranda werd in Nederland geboren en woonde van haar elfde tot haar zestiende in Curaçao. Ze heeft een Nederlandse moeder en een Surinaamse vader. Toen ze vijf jaar oud was overleed haar vader. De Miranda begon in 1998 haar koksopleiding in Curaçao en zette deze in 2001 in Nederland voort.
In 2006 verhuisde ze terug naar Curaçao, maar kwam na een jaar weer terug naar Nederland waar ze aan het werk ging bij een stichting voor mensen met psychiatrische problematieken. In 2009 kreeg ze een baan bij een lunchroom waar ze werkt met mensen met een verstandelijke beperking.
In 2015 startte ze als chef-kok bij het tv-programma BinnensteBuiten van KRO-NCRV.
In 2020 werden er op acht locaties in Nederland gratis heriheri-maaltijden aangeboden ter ere van Ketikoti. De Miranda was een van de topchefs die hielp bij de bereiding van het gerecht.
Sinds november 2020 is De Miranda de chef-kok van Food Forum, het inspiratierestaurant van de provincie Flevoland op het voormalige Floriadeterrein in Almere, waar ze het Menu voor de Toekomst  ontwikkelt. Voor het Food Forum werd een online kookprogramma ontwikkeld genaamd Sharon's Chef Show.
In 2023 ging De Miranda een paar dagen het klooster in voor het programma Kloostergasten van KRO-NCRV. Verder in dat jaar werd ze uitgeroepen tot Flevolandse Zakenvrouw van het Jaar 2023 en werd ze ambassadeur van Stichting Thuisgekookt.
In januari 2024 startte De Miranda samen met Bart Harleman een eigen podcastserie van zes afleveringen met de naam Wat Eten We Morgen?

## Publicaties
- Het BinnensteBuiten kookboek (2017) met Alain Caron, Ramon Brugman, Leon Mazairac, Uitgeverij Overamstel
- Iedereen kan Koken (2019)
- Colorful Food (2022), Uitgeverij Terra
- Sharon gaat lokaal (2022), Uitgeverij Terra

## Nominaties
- Food 100 (2020)
- Black Achievement Award (2021)
- Green Dish, Food Forum, Almere (2022)

## TV/Online video
- BinnensteBuiten (2015-heden)
- Smaakzoekers op wielen (2021)
- Sharon's Chef Show (2021-2022)
- Sharon's Good Food (2022-2023)